# Chèque certifié
 (avril 2017).
Si vous disposez d'ouvrages ou d'articles de référence ou si vous connaissez des sites web de qualité traitant du thème abordé ici, merci de compléter l'article en donnant les références utiles à sa vérifiabilité et en les liant à la section « Notes et références ».
 (février 2020).
Ne doit pas être confondu avec chèque de banque.
Un chèque certifié est un chèque bancaire ou postal dont la provision a été certifiée par la banque par apposition d'un certificat. Les fonds correspondant sont bloqués pendant huit jours pour le bénéficiaire à compter de la date d'émission du chèque. Après ce délai la certification n'est plus valable et le chèque redevient un chèque ordinaire, avec des risques de non-paiement (défaut de provision...). Les chèques certifiés sont à distinguer des chèques de banque, plus sûrs. 
Les mentions "à" ou "de" peuvent varier selon les banques et indiquent soit le destinataire ou bien alors le nom du titulaire de compte débité. La date correspond à la fabrication de ce chèque de banque par votre établissement et reste valide pour une durée de 1 an et 8 jours comme expliqué ci-dessus. Il est aussi reconnaissable par son filigrane situé au dos de celui-ci où il est écrit "chèque de banque". Ce filigrane est d'une qualité comparable à celle d'un billet, ce qui le rend difficile a falsifier.  
Comme tout chèque, les chèques certifiés peuvent être facturés par les établissements bancaires.
Pour s'assurer du règlement du chèque lors de sa présentation au paiement dans le délai de prescription légale de certification, le bénéficiaire peut exiger du tireur de faire certifier le chèque auprès de la banque tirée. Cette opération se traduit par l'engagement de la banque à maintenir la provision bloquée au profit du bénéficiaire pendant le délai de présentation de 20 jours.